# Utinga (Bahia)
Utinga é um município brasileiro do estado da Bahia.

## Topônimo
A palavra Utinga é variação do vocábulo de origem tupi y-tinga e significa "águas claras" ou “rio branco”, através da junção dos termos y  ("água") e ting ("branco").

## História

### Povoamento
O Vale do Rio Utinga resultou no povoamento da região graças a chegada de portugueses refugiados da perseguição dos nacionais quando das lutas de independência do Brasil e no aparecimento de fazendas de criação. Depois da descoberta das minas de diamantes na atual cidade de Lençóis em Estiva, em 1840, o local passou a servir de pouso aos viajantes que demandavam às Lavras Diamantinas, formando-se um povoado com o nome de Palha, às margens do Rio Mocambo, servindo de pouso aos viajantes que iam para as Lavras Diamantinas ou de lá voltavam com o destino a Jacobina ou Morro do Chapéu.
Financiado pelo Instituto de Geografia do Rio de Janeiro, de dezembro de 1843 a janeiro de 1846 o cônego Benigno José de Carvalho e Cunha, sacerdote português nascido na Freguesia de Santa Maria Maior da Vila de Chaves, na província portuguesa dos Trás-os-Montes, viajou com uma comitiva de vinte e duas pessoas por todo o Vale do Rio Utinga com a finalidade de exploração. Teve como objetivo principal encontrar uma cidade perdida na Serra do Sincorá, na Chapada Diamantina, que teria sido abandonada por seus moradores devido aos terremotos ou grandes chuvas. Porém, tudo o que conseguiu encontrar foram muitos quilombos de negros fugidos das fazendas e que povoavam e cultivavam o Vale do Rio Mocambo.

### Emancipação
Foi criado o distrito com a denominação de Bela Vista de Utinga pela lei municipal n.º 97 e aprovada pela lei estadual nº 1209 em 2 de Agosto de 1917, pertencendo ao município de Morro do Chapéu, simplificado para Bela Vista pelo decreto-lei estadual nº 11089 em 30 de Novembro de 1938 e só em 31 de Dezembro de 1943 pelo decreto-lei estadual nº 141, retificado pelo decreto estadual nº 12978, de 1 de Junho de 1944, o distrito de Bela Vista passou a denominar-se Utinga.
A necessidade de melhoramentos e falta de escolas fizeram com que, em 1945, surgisse a ideia de emancipação pelo vigário local. Foi elevado a categoria e município em 27 de Abril de 1953, pela lei estadual nº 550, desmembrados território do município de Morro do Chapéu.